# Neboder
Klasifikacija nebodera ima puno, no najpriznatija kaže da je neboder svaka građevina koja ima 10 ili više naseljivih katova, i to katova po europskom sustavu brojanja (koji odvaja prizemlje kao posebnu jedinicu). 
Starija klasifikacija u pojam "neboder"je uvrštavala i niže građevine, otprilike iznad 5 katova visine, pa je tako, iz sentimentalnih razloga, prvim zagrebačkim neboderom nazvana Loewyeva visoka kuća, građevina od 9 katova.

## Povijest
Prve "visoke kuće" u sebi nisu imale čelika, pa su svoju visinu morale kompenzirati debljinom zidova nižih katova, tako da je svaka visoka kuća, što je bila viša, bila i neisplativija zbog manjeg korisnog prostora na nižim katovima.
Uporabom čelika i betona, visoke kuće odjednom prestaju biti strukture kojima zidovi drže masu. Težina zgrade se prebacuje na nosive stupove razmještene po katu, a zid postaje element koji štiti od atmosferilija. 
Prvi pravi neboder, i to čelične konstrukcije, izgrađen je u razdoblju 1884. – 1885. u Chicagu i zvao se Home Insurance Building.
Takve zgrade nisu mogle biti više od 80-ak katova, jer su opet postajale neisplative. Naime, povišenjem katova, potreban je sve veći broj dizala, a svako dizalo zauzima sve veći broj kvadratnih metara, tako da bi niži katovi opet bili skučeni.
Nova revolucija događa se 60-ih godina 20. stoljeća, kada je započet revolucionarni novi način gradnje koji se sastojao u prebacivanju glavnih nosivih elemenata u sredinu zgrade, skupa sa stubištima i dizalima, pri čemu nastaje "komunikacijska jezgra", a ostali stupovi miču se na rub i glavna im je uloga smanjivanje savijanja zgrade pri vjetru, gradskim i potresnim vibracijama.
Prvi značajniji neboderi izgrađeni tom metodom su dva nebodera Svjetskog Trgovinskog Centra u New Yorku. Danas se gotovo svi neboderi rade na taj način.
Neboderi se po načinu korištenja i načinu gradnje dijele na poslovne i stambene.

## Svijet
Grad s najviše nebodera je Hong Kong. Najviši neboder na svijetu je Burj Khalifa u Dubaiju, Ujedinjenim Arapskim Emiratima.

## Hrvatska
Grad s najviše nebodera u Hrvatskoj je Zagreb. Split drži rekord za najviši poslovni neboder i najvišu zgradu u Hrvatskoj općenito, a titulu najvišeg stambenog nebodera drži Rijeka.
Među ostalim gradovima s većim brojem nebodera ističu se Split, Karlovac, Varaždin, Šibenik, Pula, Osijek i Zadar.

## Vanjske poveznice
- Emporis.com
- neboder Hrvatska tehnička enciklopedija, portal hrvatske tehničke baštine. LZMK